# Bachmanniomyces
Bachmanniomyces D. Hawksw. – rodzaj workowców. Niektóre gatunki należą do grupy grzybów naporostowych.

## Systematyka i nazewnictwo
Pozycja w klasyfikacji według Index Fungorum: Incertae sedis, Incertae sedis, Incertae sedis, Incertae sedis, Pezizomycotina, Ascomycota, Fungi.
Nazwa polska według W. Fałtynowicza.

## Gatunki
- Bachmanniomyces australis (Rambold & Triebel) Diederich & Pino-Bodas 2018 (also see Species Fungorum: Bachmanniomyces australis); Ascomycota
- Bachmanniomycescarniolicus (Arnold) Diederich & Pino-Bodas 2018
- Bachmanniomycesmuscigenae (Alstrup & E.S. Hansen) Diederich & Pino-Bodas 2018
- Bachmanniomycespseudocyphellariae Etayo 2008
- Bachmanniomycespunctum (A. Massal.) Diederich & Pino-Bodas 2018 – tzw. feopyksis punktowany
- Bachmanniomycessantessonii Etayo 2010
- Bachmanniomyces uncialicola (Zopf) D. Hawksw. 1981
- Bachmanniomycesvarius (Coppins, Rambold & Triebel) Diederich & Pino-Bodas 2018

Nazwy naukowe i wykaz gatunków na podstawie Index Fungorum. Nazwa polska według W. Fałtynowicza.